# China Open (snooker)
China Open är en professionell rankingturnering i snooker som spelas på våren, oftast i mars, och startade 1997 under namnet China Challenge. Inför nästa säsong, 1998/1999, bytte turneringen namn till China International, fick rankingstatus och flyttades samtidigt fram från höst till vår, därför hölls inga tävlingar 1998. Inför säsongen 1999/2000 bytte turneringen namn till China Open och flyttades samtidigt tillbaka till hösten, därför hölls två tävlingar 1999. Säsongen 2001/2002 flyttade man åter fram turneringen från höst till vår, inga tävlingar hölls därför 2001. Efter två års frånvaro återinfördes turneringen i snookerkalendern år 2005 för att möta det ökande intresset för snooker i Asien och i synnerhet Kina. 
De senaste åren har turneringen samlat mycket publik, främst tack vare att kinesiska spelare med Ding Junhui i spetsen gjort stora framsteg. Den stora populariteten gjorde att Kina även fick en andra rankingturnering, Shanghai Masters, hösten 2007.

## Vinnare
| År                                 | Vinnare                            | Motståndare                        | Resultat                           | Säsong                             |
| Catch China Challenge (ej ranking) | Catch China Challenge (ej ranking) | Catch China Challenge (ej ranking) | Catch China Challenge (ej ranking) | Catch China Challenge (ej ranking) |
| ---------------------------------- | ---------------------------------- | ---------------------------------- | ---------------------------------- | ---------------------------------- |
| 1997                               | Steve Davis                        | Jimmy White                        | 7 – 4                              | 1997/98                            |
| China International (ranking)      |                                    |                                    |                                    |                                    |
| 1999                               | John Higgins                       | Billy Snaddon                      | 9 – 3                              | 1998/99                            |
| 1999                               | Ronnie O'Sullivan                  | Stephen Lee                        | 9 – 2                              | 1999/00                            |
| China Open (ranking)               |                                    |                                    |                                    |                                    |
| 2000                               | Ronnie O'Sullivan                  | Mark Williams                      | 9 – 3                              | 2000/01                            |
| 2002                               | Mark Williams                      | Anthony Hamilton                   | 9 – 8                              | 2001/02                            |
| 2005                               | Ding Junhui                        | Stephen Hendry                     | 9 – 5                              | 2004/05                            |
| 2006                               | Mark Williams                      | John Higgins                       | 9 – 8                              | 2005/06                            |
| 2007                               | Graeme Dott                        | Jamie Cope                         | 9 – 5                              | 2006/07                            |
| 2008                               | Stephen Maguire                    | Shaun Murphy                       | 10 – 9                             | 2007/08                            |
| 2009                               | Peter Ebdon                        | John Higgins                       | 10 – 8                             | 2008/09                            |
| 2010                               | Mark Williams                      | Ding Junhui                        | 10 – 6                             | 2009/10                            |
| 2011                               | Judd Trump                         | Mark Selby                         | 10 – 8                             | 2010/11                            |
| 2012                               | Peter Ebdon                        | Stephen Maguire                    | 10 – 9                             | 2011/12                            |
| 2013                               | Neil Robertson                     | Mark Selby                         | 10 – 6                             | 2012/13                            |
| 2014                               | Ding Junhui                        | Neil Robertson                     | 10 – 5                             | 2013/14                            |
| 2015                               | Mark Selby                         | Gary Wilson                        | 10 – 2                             | 2014/15                            |
| 2016                               | Judd Trump                         | Ricky Walden                       | 10 – 4                             | 2015/16                            |
| 2017                               | Mark Selby                         | Mark Williams                      | 10 – 8                             | 2016/17                            |